# 虛像 (小說)
《虛像》是一部衛斯理系列中的小説，由香港科幻小説家倪匡所寫，系列編號21，跟《訪客》一同出版。

## 故事大綱

### 愛上一個虛像
江文濤是衛斯理 的好友，他熱愛航海。某日他來找衛斯理，因他在阿拉伯 珊黛沙漠中，拍攝了海市蜃樓中的幾個阿拉伯少女，並深深愛上了其中一個，他懇求衛幫忙去找，衛本拒絕，但因白素認為浪漫而勸告衛，故衛最終答應並動身到阿拉伯。

### 盜族的首領
衛用盡關係，知會所有認識的阿拉伯酋長，但仍毫無頭緒。於是衛與江出發，走遍各綠洲，經過無數失望之後，他們在某沙漠遇到一群使用彎刀的強盜，強盜殺人越貨，衛忍不住搶了一把彎刀打敗了一刀手，原來乃強盜族人第二刀手思都拉。衛被眾人捉去強盜大本營，要與第一刀手比試。衛初時受到刀傷，但不服再戰，並揭去其面紗，竟為江要找的少女，名可羅娜公主，乃強盜族首領。衛驚愕之下被公主彎刀所刺受重傷，需治療數月，和被迫要跟可羅娜結婚。

### 意外中了毒計
彭都是公主的表哥，他使毒計讓衛逃走卻又捉回，好讓他娶可羅娜。但衛雖中了圈套，卻奮力戰鬥，彭都被衛捉著一腳令他意外中自斬其腳。衛在沙漠中脫逃遇可羅娜追捕，不料因為衛喝水而令可羅娜丟了水袋及駱駝，二人流落沙漠，可羅娜迫衛用盡每一分力後意圖殺死他，喝其血以續命。到絕境時巧遇兩人找衛，衛因而獲救，而可羅娜被帶到警局後翌日被處決。

### 邪惡的真面目
虛像中的可羅娜是天真無邪的少女，實質卻是兇殘強盜頭目，虛實間的對比讓人唏噓。

## 電影
- 海市蜃樓(Mirage)於1986年的香港電影，劇情是改編自《虛像》這篇小說，結局略有更改多增加了一場戰鬥。
  - 導演: 徐小明 
  - 演員表
    - 于榮光 飾演 衛斯理

## 漫畫
- [马来西亚]漫畫家楊孝榮 發表了衛斯理《虛像》漫畫
  - 出版社：晨星出版社